# Ceriana decorata
Ceriana decorata är en tvåvingeart som först beskrevs av Enrico Adelelmo Brunetti 1923. Ceriana decorata ingår i släktet griffelblomflugor, och familjen blomflugor.
Artens utbredningsområde är Myanmar. Inga underarter finns listade i Catalogue of Life.